# Гиперон (прицел)
Гиперо́н — серия российских панкратических прицелов, предназначенных для разведки целей и ведения прицельной стрельбы из снайперских винтовок (СВД, СВДК и т. д.). Вся серия разработана по проекту «Взломщик», выпускается ОАО «Красногорский завод имени С. А. Зверева» (г. Красногорск Московской области) Главный конструктор Б. П. Майков. В 2001 году состоялось принятие её на вооружение.
Индексы:
- 1П59 для 7,62-мм винтовки СВД (с креплением на планку типа «ласточкин хвост»);
- 1П69 для 7,62-мм винтовки СВ-98 (с креплением на планку «пикатинни»);
- 1П70 для 9-мм винтовки СВДК;
- 1П71-1 для 12,7-мм винтовки АСВК.

Прицелы обеспечивают:
- возможность ведения прицельной стрельбы на дистанции от 100 до 1300 м;
- автоматический ввод угла прицеливания на дальностях стрельбы от 100 до 1000 м;
- возможность изменения увеличения без изменения установленного угла прицеливания и ведение стрельбы для выбранной дистанции при любом увеличении из диапазона 3—10 крат;
- подсветку прицельной метки и шкалы дистанций и с регулировкой яркости;
- большой входной зрачок объектива, позволяющий вести прицельную стрельбу в сумеречное и ночное время.
- измерение и установку дальности по шкале в поле зрения прицела, что не требует отрыва глаза стрелка от цели;
- плавность и высокую точность установки прицельной дальности стрельбы;
- установку прицела на присоединительную направляющую типа «Picatinny».

## Конструкция
Вес прицела с кронштейном около 1,3 кг.
Кронштейн изготовлен из алюминиевого сплава с традиционным креплением под стандартную ответную базу. Расположение кронштейна прицела на винтовке в так называемом крайнем заднем положении (в отличие от крайне переднего у ПСО-1). Батарейный отсек на напряжение питания 3 вольта (два элемента АА). В комплекте идут 2 корпуса-переходника, один — для системы зимнего освещения, второй — для работы от элементов АА на 1,5 В. Кнопка включения стандартная для ПСО (в резиновом чехле) без регулировки яркости. Сам корпус прицела, являясь универсальным для использования на винтовках СВД, СВДК, СВ-98, АСВК, закреплён на кронштейне на двух кольцах. Переднее узкое на двух винтах, заднее более широкое, на четырёх.
Картинка прицела, при сравнению с военными ПСО-1М2 и ПО6×36М, заметно светлее, а линии прицельной сетки на порядок тоньше и чётче. Граница изображения по краю видимой части, чёткая. Сравнивая с сеткой ПО6×36М, сетка 1П59, тоньше почти в 3 раза. Причём сам основной прицельный знак, чётко острый, в отличие от немного скруглённых у ПСО и ПО. Прицельная сетка выполнена гравировкой с последующим заполнением эмалью.
За счет применения панкратической смены увеличения используется способ измерения дальности до целей известных размеров, основанный на плавном изменении увеличения до вписывания изображения цели в дальномерную марку прибора.

## Tактико-технические характеристики
- Увеличение: 3x—10x
- Поле зрения: 7,8—2,5 градусов
- Удаление выходного зрачка: 70 мм
- Диаметр выходного зрачка: 10,2-4 мм
- Напряжение питания (ER6S, литиевый) подсветки сеток: 3 В
- Предел разрешения:
  - при 3x: 20 угловых секунд
  - при 10x: 6 угловых секунд
- Погрешность установки углов прицеливания: не более 1 сек.
- Дальность наводки:
  - при автоматическом вводе углов прицеливания: 100—1000 м
  - по прицельным знакам: 1050—1500 м
- Диапазон выверки линии прицеливания:
  - по высоте ±0—10 тыс.
  - по направлению ±0—10 тыс.